# Export (Pennsylvanie)
Pour les articles homonymes, voir Export.
Le borough d’Export est situé dans le comté de Westmoreland, dans le Commonwealth de Pennsylvanie, aux États-Unis. Sa population s’élevait à 917 habitants lors du recensement de 2010, estimée à 871 habitants en 2017.

## Histoire
Un bureau de poste du nom d’Export est en service depuis 1892. Le nom du borough provient du fait que du charbon était exporté depuis la localité.

## Démographie
| Groupe            | Export | Pennsylvanie | États-Unis |
| ----------------- | ------ | ------------ | ---------- |
| Blancs            | 98,3   | 81,9         | 72,4       |
| Afro-Américains   | 0,7    | 10,9         | 12,6       |
| Asiatiques        | 0,6    | 2,8          | 4,8        |
| Métis             | 0,4    | 1,9          | 2,9        |
| Autres            | 0,1    | 2,6          | 7,3        |
| Total             | 100    | 100          | 100        |
|                   |        |              |            |
| Latino-Américains | 0      | 5,7          | 16,7       |

Selon l’American Community Survey, pour la période 2011-2015, 97,21 % de la population âgée de plus de 5 ans déclare parler l'anglais à la maison, 1,18 % déclare parler le polonais, 0,97 % l'italien et 0,64 % l'espagnol.

## Source
- (en) Cet article est partiellement ou en totalité issu de l’article de Wikipédia en anglais intitulé « Export, Pennsylvania » (voir la liste des auteurs).

1. ↑  (en) « Westmoreland County », Jim Forte Postal History (consulté le 20 mai 2015).
2. ↑  (en) Lawrence B. Baker, « Rodney, Oscar, Cecil, Esther Surround Us », Pittsburgh Post-Gazette,‎ 14 juillet 1969, p. 23 (lire en ligne, consulté le 20 mai 2015).
3. ↑  (en) « Export, PA Population - Census 2010 and 2000 », sur censusviewer.com.
4. ↑  (en) « Population of Pennsylvania - Census 2010 and 2000 », sur censusviewer.com.
5. ↑  (en) « Language spoken at home by ability to speak English for the population 5 years and over », sur factfinder.census.gov.